# Bataille de San José del Cabo
Guerre américano-mexicaine
La bataille de San José del Cabo était un conflit militaire durant la guerre américano-mexicaine qui s'est déroulé les 20 et 21 novembre 1847 à San José del Cabo en Basse-Californie du Sud au Mexique après la chute de Mexico.

## Contexte
Le 21 juillet 1847, 115 hommes du Seventh Regiment of New York Volunteers ont débarqué pacifiquement à La Paz sous le commandement du lieutenant-colonel Henry Stanton Burton (en). Avant de partir pour capturer Mazatlán le 11 novembre suivant, le commodore William Shubrick (en) a débarqué avec quatre marins et vingt marines ainsi qu'une carronade de 9 livres à San José del Cabo sous le commandement du lieutenant Charles Heywood (en). De plus, une douzaine de Californiens se sont joints aux forces américaines.
Le capitaine Manuel Pineda Munoz (en) avait envoyé Vincente Mejia, Jose Matias Moreno et José Antonio Mijares (en) avec 150 hommes de La Paz pour demander la reddition de la garnison de San José del Cabo qui a été refusée le 19 novembre.

## Bataille
Le 19 novembre 1847 à 15 h, 150 cavaliers mexicains ont occupé La Somita. Au coucher du soleil, les Mexicains ont utilisé leur canon de 6 livres pour faire feu sur les Américains le long de la rue Main sans causer beaucoup de dégâts. Par la suite, les Mexicains ont dû retraiter d'une attaque contre la maison Mott et l'extrémité sud de la rue Main.
Le 20 novembre a été tranquille jusqu'au coucher du soleil lorsque les Mexicains ont attaqué dans l'intention de capturer le canon américain et de se rendre sur le toit du fort, mais leur attaque a été repoussée. Le lendemain, les baleiniers Magnolia et Edward arrivèrent et les forces mexicaines se retirèrent après que les canons des baleiniers eut fait feu.

## Conséquences
Après avoir été mis au courant de l'attaque à San José del Cabo, le commodore William Shubrick (en) a envoyé le USS Southampton (en) et le USS Portsmouth (en), qui arrivèrent respectivement le 26 novembre et le 3 décembre 1847, pour renforcer les forces de Charles Heywood (en).
Le capitaine Manuel Pineda Munoz (en), après avoir subi deux défaites, a décidé de rappeler sa compagnie de San José et de renforcer sa force d'attaque, premièrement, au siège de La Paz (en) et, ensuite, au siège de San José del Cabo (en). Pour sa bravoure, les Mexicains considèrent que la mort du lieutenant José Antonio Mijares (en) fut héroïque et ont érigé un monument en son honneur sur la rue principale de San José del Cabo qui se nomme d'ailleurs boulevard Antonio Mijares.